# Kakou Datawa
Kakou Datawa (auch: Kakou) ist ein Dorf in der Landgemeinde Gazaoua in Niger.

## Geographie
Das von einem traditionellen Ortsvorsteher (chef traditionnel) geleitete Dorf befindet sich rund zwölf Kilometer südöstlich des Hauptorts Gazaoua der gleichnamigen Landgemeinde und des gleichnamigen Departements Gazaoua, das zur Region Maradi gehört. Zu den Siedlungen in der näheren Umgebung von Kakou Datawa zählen Gazori im Nordwesten, Birnin Guéza im Osten, Assaya im Süden und Bougouzawa im Südwesten.
Kakou Datawa ist Teil der Übergangszone zwischen Sahel und Sudan. Die durchschnittliche jährliche Niederschlagsmenge beträgt hier zwischen 400 und 500 mm. Zwischen Kakou Datawa und Bougouzawa verläuft das Trockental Goulbi May Farou. Bei Kakou Datawa gibt es braune und schwarze Lehmböden. Hier wachsen Anabäume und Doumpalmen.

## Bevölkerung
Bei der Volkszählung 2012 hatte Kakou Datawa 1329 Einwohner, die in 185 Haushalten lebten. Bei der Volkszählung 2001 betrug die Einwohnerzahl 1143 in 158 Haushalten und bei der Volkszählung 1988 belief sich die Einwohnerzahl auf 1598 in 246 Haushalten.
Die Zone entlang des Trockentals gehört zu den am dichtesten besiedelten und zugleich zu den ärmsten Nigers, mit erhöhter Unterernährung.

## Wirtschaft und Infrastruktur
In Kakou Datawa wird ein Wochenmarkt abgehalten. Der Markttag ist Donnerstag. Der Markt wurde nach 1960, dem Jahr der staatlichen Unabhängigkeit Nigers, etabliert. Es gibt eine Schule im Dorf.